# Liste der Baudenkmale in Altentreptow
In der Liste der Baudenkmale in Altentreptow sind alle denkmalgeschützten Bauten der Stadt Altentreptow (Mecklenburg-Vorpommern) und ihrer Ortsteile aufgelistet. Grundlage ist die Veröffentlichung der Denkmalliste des Landkreises Mecklenburgische Seenplatte (Auszug) vom 20. Januar 2017.

## Baudenkmale nach Ortsteilen

### Altentreptow
| ID          | Lage                                       | Bezeichnung                                                                               | Beschreibung | Bild                               |
| ----------- | ------------------------------------------ | ----------------------------------------------------------------------------------------- | --- | ---------------------------------- |
| 4           | Am Marktplatz 4 (Karte)                    | ehem. Bankgebäude mit überbauter Zufahrt in der Unterbaustraße 2 (Wohn- u. Geschäftshaus) | |                                    |
| 5           | Am Marktplatz 12 (Karte)                   | Wohnhaus                                                                                  | In den 1990er Jahren saniert |                                    |
| 6           | Bahnhofstraße 5 (Karte)                    | Wohnhaus                                                                                  | |                                    |
| 7           | Bahnhofstraße 6 (Karte)                    | Wohnhaus (ehem. Sparkasse)                                                                | |                                    |
| 8           | Bahnhofstraße 7 (Karte)                    | ehem. Wohnhaus (Bankgebäude)                                                              | |                                    |
| 9           | Bahnhofstraße 15 (Karte)                   | Kreiskrankenhaus                                                                          | |                                    |
| 10          | Bahnhofstraße 16 (Karte)                   | Speicher (6 Geschosse)                                                                    | |                                    |
| 11 Wikidata | Bahnhofstraße 17, 18 (Karte)               | Bahnhof mit                                                                               | 2-gesch. Gebäude von um 1878, zwei Satteldachhäuser, dazwischen ein Verbindungsbau | Weitere Bilder                     |
| 11          |                                            | Empfangsgebäude,                                                                          | |                                    |
| 11          |                                            | Güterabfertigung,                                                                         | |                                    |
| 11          |                                            | Aborthaus,                                                                                | |                                    |
| 11          |                                            | Nebengebäude,                                                                             | |                                    |
| 11          | Bahnhofstraße/Zehnfeldweg (Karte)          | Stellwerk und                                                                             | | Stellwerk und                      |
| 11          | Bahnhofstraße/Barkower Straße (Karte)      | Stellwerk                                                                                 | | Stellwerk                          |
| 12          | Bahnhofstraße 19a (Karte)                  | Wohnhaus                                                                                  | |                                    |
| 13          | Bahnhofstraße 20 (Karte)                   | Wohnhaus                                                                                  | |                                    |
| 14          | Bahnhofstraße 21 (Karte)                   | Wohnhaus                                                                                  | |                                    |
| 15          | Bahnhofstraße 22 (Karte)                   | Wohnhaus                                                                                  | |                                    |
| 16          | Bahnhofstraße 23 (Karte)                   | Wohnhaus                                                                                  | |                                    |
| 17          | Bahnhofstraße 24 (Karte)                   | Wohnhaus                                                                                  | |                                    |
| 18          | Bahnhofstraße 25 (Karte)                   | Wohnhaus                                                                                  | |                                    |
| 19          | Bahnhofstraße 26 (Karte)                   | Wohnhaus                                                                                  | |                                    |
| 20          | Bahnhofstraße 29 (Karte)                   | Käsewerk                                                                                  | |                                    |
| 21          | Bahnhofstraße 31 (Karte)                   | Wohnhaus                                                                                  | |                                    |
| 22          | Bahnhofstraße 32 (Karte)                   | Wohnhaus                                                                                  | |                                    |
| 23          | Bahnhofstraße 33 (Karte)                   | Post                                                                                      | zweigeschossiger Bau von 1895 mit Rotsteinfassade, Zwerchgiebel und Walmdach |                                    |
| 25          | Barkower Straße (Karte)                    | Eisenbahnbrücke                                                                           | | Eisenbahnbrücke                    |
| 27          | Brandenburger Straße 1 (Karte)             | Wohnhaus                                                                                  | In den 1990er Jahren saniert |                                    |
| 28          | Brandenburger Straße 9 (Karte)             | Wohnhaus                                                                                  | In den 1990er Jahren saniert |                                    |
| 29          | Brandenburger Straße 11 (Karte)            | Wohnhaus                                                                                  | |                                    |
| 30          | Brandenburger Straße 12 (Karte)            | Wohnhaus                                                                                  | In den 1990er Jahren saniert |                                    |
| 31          | Brandenburger Straße 33 (Karte)            | Wohnhaus                                                                                  | |                                    |
| 32          | Brandenburger Straße 37 (Karte)            | Straßenfassade des Wohnhauses                                                             | In den 1990er Jahren saniert |                                    |
| 33          | Brandenburger Straße 38 (Karte)            | Wohnhaus                                                                                  | 2-gesch. Satteldachhaus, reiche Fassadenprofilierung, um 1995 saniert |                                    |
| 34          | Demminer Straße 6 (Karte)                  | Wohnhaus                                                                                  | |                                    |
| 35          | Demminer Straße 32 (Karte)                 | Wohnhaus                                                                                  | |                                    |
| 36          | Demminer Straße 35 (Karte)                 | Tor und                                                                                   | |                                    |
| 36          |                                            | Wirtschaftsgebäude                                                                        | |                                    |
| 37          | Demminer Straße 38 (Karte)                 | Wohnhaus                                                                                  | |                                    |
| 38          | Demminer Straße 42 (Karte)                 | Wohnhaus mit Innenausstattung                                                             | |                                    |
| 41          | Hospitalstraße 4 (Karte)                   | Wohnhaus                                                                                  | |                                    |
| 48          | Jahnstraße 20                              | Heilig-Kreuz-Kirche, katholisch                                                           | |                                    |
| 45          | Karl-Liebknecht-Straße 22 (Karte)          | Wohnhaus                                                                                  | |                                    |
| 46          | Karl-Liebknecht-Straße 31 (Karte)          | Wohnhaus                                                                                  | Jugendstilbau von 1909 durch Ratsbaumeister Foelchow, saniert 2013/2014. | Wohnhaus                           |
| 46          | Karl-Liebknecht-Straße 31 und Gartenstraße | Einfriedung                                                                               | |                                    |
| 51          | Klosterberg                                | Gedenkstein Turnplatz Fritz Reuter                                                        | | Gedenkstein Turnplatz Fritz Reuter |
| 53          | Mauerstraße 20 (Karte)                     | Wohnhaus                                                                                  | |                                    |
| 55          | Mauerstraße/Brandenburger Straße 4         | Wirtschaftsgebäude (4 Achsen)                                                             | |                                    |
| 63          | Mühlenstraße 1                             | ehem. Pfarrhaus mit                                                                       | |                                    |
| 63          |                                            | Gartenmauer                                                                               | |                                    |
| 56          | Mühlenstraße 3 (Karte)                     | Wohnhaus                                                                                  | |                                    |
| 57          | Mühlenstraße 6 (Karte)                     | Wohnhaus                                                                                  | |                                    |
| 58          | Mühlenstraße 7 (Karte)                     | Wohnhaus                                                                                  | |                                    |
| 59          | Mühlenstraße 9 (Karte)                     | Wohnhaus                                                                                  | |                                    |
| 60          | Mühlenstraße 15 (Karte)                    | Wohnhaus                                                                                  | |                                    |
| 44          | Mühlenstraße 16 (Karte)                    | Speicher                                                                                  | 3-gesch. Fachwerkspeicher mit Teilkeller und Walmdach von 1844/45; daneben war die Große Mühle von 1340, abgebrannt 1995 | Weitere Bilder                     |
| 61          | Mühlenstraße 18 (Karte)                    | Wohnhaus                                                                                  | |                                    |
| 64          | Oberbaustraße 9 (Karte)                    | Wohn- und Geschäftshaus                                                                   | |                                    |
| 65          | Oberbaustraße 15 (Karte)                   | Wohn- und Geschäftshaus                                                                   | | Wohn- und Geschäftshaus            |
| 66          | Oberbaustraße 17 (Karte)                   | Wohnhaus                                                                                  | |                                    |
| 67          | Oberbaustraße 21 (Karte)                   | Wohnhaus mit                                                                              | |                                    |
| 67          |                                            | Seitenflügel,                                                                             | |                                    |
| 67          |                                            | Hofquerflügel und                                                                         | |                                    |
| 67          |                                            | Garteneinfriedung                                                                         | |                                    |
| 68          | Oberbaustraße 24 (Karte)                   | Wohnhaus                                                                                  | |                                    |
| 69          | Oberbaustraße 26 (Karte)                   | Wohnhaus                                                                                  | 2-gesch. Fachwerkhaus (rechts oben, links) mit Satteldach und Fledermausgauben, ehem. Gasthof erwähnt 1663, um 1740 provisorisches Rathaus, ab 1823 Tischlerei Wasmund, im Vorderhaus früher Standesamt, in den 1990er Jahren saniert | Wohnhaus                           |
| 70          | Oberbaustraße 32 (Karte)                   | Wohnhaus                                                                                  | |                                    |
| 47          | Oberbaustraße 42 (Karte)                   | Kirche St. Peter mit                                                                      | Gotische dreischiffige St. Petri Hallenkirche mit vier Jochen, Backsteinbau aus dem 14./15. Jh. mit quadratischen, 3-gesch. Turm mit barocken Aufsatz                                                                                 | Weitere Bilder                     |
| 47          |                                            | Kirchhof                                                                                  | |                                    |
| 71          | Oberbaustraße 44 (Karte)                   | Wohnhaus                                                                                  | In den 1990er Jahren saniert |                                    |
| 72          | Oberbaustraße 58 (Karte)                   | Wohnhaus                                                                                  | |                                    |
| 73          | Oberbaustraße 67 (Karte)                   | Wohnhaus                                                                                  | |                                    |
| 75          | Poststraße 5 (Karte)                       | Wohnhaus                                                                                  | Das Haus wurde 1909 von Maurermeister Malte Schmidt und Zimmermeister Bernhard Kreibig erbaut und für 166.000 Goldmark 1912 an Ludwig Leinau verkauft.                                                                                |                                    |
| 76          | Poststraße 12b (Karte)                     | Keramikplastik im Verkaufsraum der Apotheke                                               | |                                    |
| 77          | Rathausstraße 1 (Karte)                    | Rathaus                                                                                   | Rathaus 1869 in der Zeit des Historismus im englischen Stil errichtet und 1995 saniert. | Weitere Bilder                     |
| 78          | Reitbahn 1 (Karte)                         | Wohnhaus                                                                                  | 2-gesch. Fachwerkhaus mit Walmdach | Wohnhaus                           |
| 79          | Reitbahn 4 (Karte)                         | Wohnhaus (ehem. Kasino)                                                                   | ehm. 1-gesch. Kommandantenhaus | Wohnhaus (ehem. Kasino)            |
| 81          | Rudolf-Breitscheid-Straße 2                | Wohnhaus                                                                                  | |                                    |
| 83          | Rudolf-Breitscheid-Straße (Karte)          | Eisenbahnbrücke                                                                           | | Eisenbahnbrücke                    |
| 85          | Schulstraße 22 (Karte)                     | Schule mit                                                                                | Ehemalige 2-gesch. Mittelschule (später Volksschule) von 1890 mit Turnhalle von 1928 |                                    |
| 85          | Schulstraße 21                             | Turnhalle                                                                                 | |                                    |
| 39          | Stralsunder Straße                         | Friedhof mit                                                                              | |                                    |
| 39          | St. Georg, Stralsunder Straße (Karte)      | Kapelle St. Georg,                                                                        | ehem. Spitalkapelle St. Georg als gotischer Backsteinbau vom Ende des 15. Jh. mit mittelalterlichem Kruzifix und Kanzelaltar, Westempore vom Ende des 18. Jh.                                                                         | Kapelle St. Georg,                 |
| 39          |                                            | Leichenhalle,                                                                             | |                                    |
| 39          |                                            | obeliskartiges Grabmal,                                                                   | |                                    |
| 39          |                                            | Gedenkstätte,                                                                             | |                                    |
| 39          |                                            | Grabstätte Cohn,                                                                          | |                                    |
| 39          |                                            | Grabstätte Grape,                                                                         | |                                    |
| 39          |                                            | Grabstätte Michaelis,                                                                     | |                                    |
| 39          |                                            | Grabmal Schreiber,                                                                        | |                                    |
| 39          |                                            | Grabstätte Schumacher/Schroeder und                                                       | |                                    |
| 39          |                                            | Grabmal Wasmund-Meyer                                                                     | |                                    |
| 49          | Stralsunder Straße                         | Kriegerdenkmal 1914/18                                                                    | |                                    |
| 50          | Stralsunder Straße                         | Kriegerdenkmal 1939/45                                                                    | |                                    |
| 40          | St. Georg                                  | Handschwengelpumpe                                                                        | |                                    |
| 86          | Stadtbefestigung                           | Stadtbefestigung mit                                                                      | |                                    |
| 86          | Rudolf-Breitscheid-Straße (Karte)          | Brandenburger Torturm,                                                                    | | Weitere Bilder                     |
| 86          | Mauerstraße 54 (Karte)                     | Demminer Torturm,                                                                         | | Weitere Bilder                     |
| 86          | Am Amtshof 1                               | Stadtmauer und                                                                            | |                                    |
| 86          | Wallstraße                                 | Wallanlage                                                                                | |                                    |
| 88          | Stralsunder Straße 5 (Karte)               | Wohnhaus                                                                                  | |                                    |
| 89          | Stralsunder Straße 6 (Karte)               | Wohnhaus                                                                                  | |                                    |
| 90          | Stralsunder Straße 7 (Karte)               | Wohnhaus                                                                                  | |                                    |
| 91          | Stralsunder Straße 8 (Karte)               | Wohnhaus                                                                                  | |                                    |
| 92          | Stralsunder Straße 20 (Karte)              | Wohnhaus                                                                                  | |                                    |
| 93          | Stralsunder Straße 24 (Karte)              | Wohnhaus                                                                                  | |                                    |
| 94          | Stralsunder Straße 34 (Karte)              | Wohnhaus                                                                                  | |                                    |
| 96          | Unterbaustraße 34 (Karte)                  | Wohn- und Geschäftshaus                                                                   | In den 1990er Jahren saniert |                                    |
| 97          | Unterbaustraße 41 (Karte)                  | Wohn- und Geschäftshaus                                                                   | |                                    |
| 98          | Unterbaustraße 43 (Karte)                  | Wohnhaus                                                                                  | 2-gesch. Wohn- und Geschäftshaus mit Zwerchgiebel, in den 1990er Jahren saniert |                                    |
| 99          | Westphalstraße 1 (Karte)                   | Wohnhaus                                                                                  | |                                    |

### Buchar
| ID  | Lage                           | Bezeichnung                                  | Beschreibung | Bild                 |
| --- | ------------------------------ | -------------------------------------------- | ------------ | -------------------- |
| 100 | (an der Heidbergtrift) (Karte) | Bahnarbeiterhaus mit                         |              | Bahnarbeiterhaus mit |
| 100 |                                | Stall                                        |              |                      |
| 102 | Buchar 5 (Karte)               | Bauernhaus                                   |              | Bauernhaus           |
| 103 | Buchar (Karte)                 | Kirche mit                                   |              | Weitere Bilder       |
| 103 |                                | Feldsteinmauer,                              |              |                      |
| 103 |                                | Grabstätte Schramm und                       |              |                      |
| 103 |                                | eisernes Gitter einer verlassenen Grabstätte |              |                      |

### Klatzow
| ID  | Lage            | Bezeichnung                 | Beschreibung | Bild           |
| --- | --------------- | --------------------------- | --- | -------------- |
| 104 | Klatzow (Karte) | Kirche mit                  | Spätgotischer Feldsteinbau von Ende 15. Jh., Fachwerkturm mit Zeltdach von 1737, Kanzel 16. Jh., Kirchengestühl´von 1679, Glocke von 1830, Empore 19. Jh. | Weitere Bilder |
| 104 |                 | Friedhof,                   | |                |
| 104 |                 | Feldsteintrockenmauer,      | |                |
| 104 |                 | Torpfeilern und             | |                |
| 104 |                 | 7 Grabstellen               | |                |
| 105 | B96/240/1,420   | Meilenstein (Meilenobelisk) | |                |
| 101 | Klatzow 50      | Bauernhaus                  | |                |

### Loickenzin
| ID  | Lage               | Bezeichnung    | Beschreibung | Bild           |
| --- | ------------------ | -------------- | --- | -------------- |
| 101 | Klatzow 50         | Bauernhaus     | |                |
| 106 | Loickenzin 8       | Bauernhaus mit | |                |
| 106 |                    | Stall          | |                |
| 107 | Loickenzin 18      | Wohnhaus       | |                |
| 108 | Dorfstraße (Karte) | Kirche mit     | rechteckiger Fachwerkbau mit Südvorhalle, Anfang 18. Jh., verbretterter Westturm mit Zeltdach, Kanzel Ende 17. Jh., Altaraufsatz 1693, eine Glocke von 1573 | Weitere Bilder |
| 108 |                    | Friedhof       | |                |
| 108 |                    | Feldsteinmauer | |                |
| 108 |                    | Torpfeilern    | |                |

### Thalberg
| ID  | Lage        | Bezeichnung                | Beschreibung | Bild |
| --- | ----------- | -------------------------- | ------------ | ---- |
| 109 | Thalberg 17 | Gutshausfassade mit        |              |      |
| 109 |             | Fritz-Reuter-Grotte und    |              |      |
| 109 |             | sog. Reuter Bank im Garten |              |      |

## Gestrichene Baudenkmale
- Altentreptow, Hospitalstraße 7, Wohnhaus
- Altentreptow, Hospitalstraße 9, Wohnhaus
- Altentreptow, Pestalozzistraße 1, Schule mit Saal
- Altentreptow, Schulstraße 11, Wohnhaus

## Quelle
- Karte der Baudenkmale im Geoportal des Landkreises